# Point 783
"Point 783" is de dertiende aflevering van de televisieserie Captain Scarlet and the Mysterons, een sciencefictionserie waarin gebruikgemaakt wordt van de poppenspeltechniek supermarionation. De aflevering werd voor het eerst uitgezonden op ATV Midlands in Engeland op 22 december 1967. Qua productievolgorde was het echter de vierde aflevering.

## Verhaal
De aflevering begint met een demonstratie van het nieuwste op het gebied van computergestuurde wapens, de Unitron. De Unitron is een niet bemande tank die vrijwel elk type wapen kan weerstaan. Zijn computer kan zowel worden bediend door een operator als worden geprogrammeerd voor het aanvallen van een bepaald doelwit. Eenmaal geprogrammeerd zal de tank ook niet stoppen voor het doelwit helemaal verwoest is.
De Mysterons maken bekend de opperste commandant van het Aardse leger te zullen elimineren. Kort na de opening worden twee officieren, Majoor Brooks en Kolonel Storm, door de Mysterons gedood in een autocrash en daarna geretrometaboliseerd. De nieuwe Mysteronagenten begeven zich naar een conferentie waar de commandant aanwezig is. Captain Scarlet en Captain Blue zijn daar ook. Scarlets zesde zintuig voor Mysterons waarschuwt hem. De Mysterons gebruiken Brooks als wandelende bom en proberen de commandant op dezelfde manier te doden als hun eerste aanslag op de President van de wereld (in de aflevering The Mysterons). De poging wordt echter verijdeld door Scarlet.
De commandant wordt door Blue meegenomen naar Point 783, een militaire vestiging op een verlaten testveld, om een demonstratie van de Unitron te zien. Storm is ook aanwezig bij deze demonstratie. De demonstratie gaat aanvankelijk volgens plan, totdat de commandant de bunker verlaat. Dan richt de Unitron zich opeens op het gebouw. De Angeljets worden te hulp geroepen, maar zij kunnen Unitron niet stoppen.
Captain Scarlet haalt snel een SPV om de commandant in veiligheid te brengen. Blue en Storm gaan ook mee. De Unitron richt echter zijn aandacht op de SPV en zet de achtervolging in. Het blijkt dat Storm de unitron heeft geprogrammeerd om hem aan te vallen. Zolang hij in de buurt van de commandant blijft, zal die ook slachtoffer worden van Unitron.
Scarlet beseft wat er gaande is, maar wordt door Storm meerdere malen van dichtbij beschoten. Desondanks slaagt Scarlet erin zichzelf en de Commandant uit de SPV te lanceren met de schietstoel. De SPV met Storm er nog in wordt ingehaald door de Unitron. Beide rijden een ravijn in en exploderen.
Aan het eind van de aflevering verklaart Blue dat de Mysterons niet langer zullen proberen de Commandant te doden omdat hun eerste aanslag mislukt is.

## Rolverdeling

### Reguliere stemacteurs
- Captain Scarlet — Francis Matthews
- Captain Blue — Ed Bishop
- Colonel White — Donald Gray
- Lieutenant Green — Cy Grant
- Destiny Angel — Liz Morgan
- Symphony Angel – Janna Hill
- Melody Angel – Sylvia Anderson
- Stem van de Mysterons — Donald Gray

### Gastrollen
- Opperste Commandant – Paul Maxwell
- Majoor Brooks – David Healy
- Kolonel Storm – Jeremy Wilkin

## Citaten
- "Where's your sixth sense, earth man!" Colonel Storm
- "Fieldword is Battlemaster" Captain Blue

## Fouten
- Wanneer Scarlet zijn identificatie toont om een SPV op te halen, toont hij in feite Captain Blue’s identificatie.

## Trivia
- Zowel de Unitron als Point 783 verschenen ook in The Secret Service
- Volgens productievolgorde is dit de eerste aflevering waarin de pop meedeed die in Joe 90 werd gebruikt voor Sam Loover.